# Valentine's Day
Valentine's Day är en amerikansk romantisk komedi-film från 2010 och är regisserad av Garry Marshall. Filmens rollista innefattar en rad välkända skådespelare.
Filmen hade biopremiär i Sverige och i flera andra länder den 12 februari 2010 och släpptes på DVD och blu-ray i Sverige den 28 juli 2010. Filmen är barntillåten.

## Handling
Filmen handlar om tre kärlekspar oberoende av varandra i Los Angeles runt alla hjärtans dag, vilken de alla vill fira på bästa sätt. Men snart haglar kärleksintrigerna.

## Rollista

### Urval av filmens större roller (i alfabetisk ordning)
- Jessica Alba som Morley Clarkson
- Kathy Bates som Susan Moralez
- Jessica Biel som Kara Monahan
- Bradley Cooper som Holden Wilson
- Eric Dane som Sean Jackson
- Patrick Dempsey som Dr. Harrison Copeland
- Hector Elizondo som Edgar Paddington
- Jamie Foxx som Kelvin Moore
- Jennifer Garner som Julia Fitzpatrick
- Topher Grace som Jason Morris
- Anne Hathaway som Liz Curran
- Carter Jenkins som Alex Franklin
- Joe Jonas som Jake Patrick
- Ashton Kutcher som Reed Bennett
- Queen Latifah som Paula Thomas
- Taylor Lautner som Willy Harrington
- George Lopez som Alphonso Rodriguez
- Shirley MacLaine som Estelle Paddington
- Emma Roberts som Grace Smart
- Julia Roberts som kapten Kate Hazeltine
- Taylor Swift som Felicia Miller